# Живописна Україна
«Живопи́сна Украї́на, Мальовнича Україна (рос. Живописная Украина) — серія малюнків Тараса Шевченка, виконаних у техніці офорту в 1844. Автор прагнув видавати по 12 естампів щороку, але через матеріальну скруту цей грандіозний задум реалізувати не вдалося. Натомість було видано лише один альбом, куди увійшло 6 естампів: «У Києві», «Видубицький монастир», «Судна рада», «Старости», «Казка», «Дари в Чигирині». Цей альбом мав відгуки у тогочасній пресі.

## Історія створення
Задум видання серії офортів, що оспівують красу України виник у Тараса Шевченка в 1843 під час його подорожі Батьківщиною, про що свідчать його малюнки та замальовки, зроблені під час цієї поїздки. Рішення автора виконати задуману серію саме в офорті було для його часу сміливим і новим, оскільки в Імператорській академії мистецтв, де в цей час панувала класична різцева гравюра, офортом практично ніхто не займався.
Повернувшись до Петербурга в березні 1844, Шевченко почав працювати над підготовкою до видання «Живописной Украины». Митець прагнув оформити свої твори як художнє періодичне видання про історичне минуле, народний побут, звичаї і фольклор, природу й історичні пам'ятники України. Над цією серією він продовжував роботу протягом всього 1844. Шевченко сам працює над виготовленням гравюр, в процесі роботи освоюючи складну техніку.
З початком роботи над виданням, Шевченко одночасно звертається листовно до різних осіб з проханням допомогти йому розповсюдити «Живописну Україну». В подібному листі від 1 жовтня 1844, адресованому чернігівському цивільному губернатору П. І. Гессе, він пояснює мету задуманого видання:
«Мне кажется, будь родина моя самая бедная, ничтожная на земле – и то бы она мне казалась краше Швейцарии и всей Италии. Те, которые видели однажды нашу Краину, говорят, что желали бы жить и умереть на ее прекрасных полях. Что же нам сказать ее детям? Должно любить и гордиться своею прекраснейшею матерью. Я как член ее великого семейства служу ей ежели не на существенную пользу, то по крайней мере на славу имени Украины. Обладая в мале искусством в живописи, предпринял я издание, названное мною «Живописная Украина».
Тарасу Шевченку довелося займатися цією новою для себе роботою майже самостійно. Матеріалу, привезеного з України, Шевченко вистачало, треба було тільки вибрати сюжети, які відповідають задуманій ним програмі. З його проектів відомо лише про анонсовані: перший (і єдиний) випуск «Живописної України» повинен був складатися з 6 офортів про історичне минуле, народний побут, звичаї і фольклор, природу та історичні пам'ятки України. Над цією серією автор продовжував роботу протягом всього 1844 року.

У листі до Осипа Бодянського від 6-7 травня 1844 він повідомляє: 
«Три естампи уже готові – "Печерська Київська криниця", "Судня в селі рада" і "Дари Богданові і українському народові"».
Три інші офорти – «Видубецький монастир», «Старости» та «Казку» Шевченко мав закінчити в серпні: «…ще три будуть готові у августі» (Лист до О. М. Бодянського від 29 червня 1844 р.). Проте в серпні Шевченко зміг закінчити лише офорт «Казка», про що свідчить опублікована в газеті «Северная пчела» об’ява від 24 серпня 1844. Щоб остаточно закінчити роботу над виданням, в цьому ж місяці Шевченко звернувся до Товариства заохочування художників з проханням надати йому грошову допомогу:
«…беру смелость просить о помощи в предпринятом мною деле. И почту себя счастливым, ежели общество благоволит мне дать возможность от[п]ечатать первые два выпуска, состоящие из 6-ти эстампов, в количестве 600-т экземпляров, и соизволит принять от меня 100 или более экземпляров моего издания».
Товариство заохочування художників надало Шевченкові допомогу в сумі 300 карбованців. Як свідчить лист Шевченка до Я. Г. Кухаренка, всі шість офортів вийшли з друку в кінці листопада 1844 р.: 
«На тім тижні вийде 6-ть картин…» (Лист до Кухаренка від 26 листопада 1844 р.).
На підставі цього листа і визначено остаточну дату виходу в світ «Живописной Украины». У 1845 р. повинен був вийти другий випуск «Живописної України». Цей задум Т. Г. Шевченка з ентузіазмом підтримали його однодумці. Ідею випуску видання, а згодом і його поширення, гаряче підтримала княжна Ст. Н. Рєпніна, дочка колишнього генерал-губернатора Н. Р. Рєпніна-Волконського: «... одержавши Вашого листа, я часто молилася за Вас або, краще сказати, за успіх Вашого діла». Але для успішного здійснення свого грандіозного проекту Т. Г Шевченку знадобилася допомога (особливо, матеріальна) і взагалі всіляке сприяння офіційних осіб і установ. Княжна Варвара Рєпніна провела підписку на «Мальовничу Україну» з допомогою друзів Шевченка та за сприяння офіційних осіб. Так, 6 вересня вийшов рапорт з повідомленням про організацію передплати на це видання. Продовжувала активно допомагати у поширенні «Живописної України» та ж Ст. Н. Рєпніна.
20 жовтня на ім'я харківського генерал-губернатора надходить повідомлення виконуючого обов'язки предводителя дворянства Полтавського повіту про вжиті заходи щодо поширення видання. Цим же днем датовано лист чернігівського губернського предводителя дворянства Ст. Н. Ладомирского генерал-губернатора Н. А. Долгорукову з повідомленням про підписку на естампи «Мальовнича Україна». Це була відповідь на вже згадуваний лист Н. Долгорукова (вересень 1844) з проханням про поширення передплати на «Мальовничої України» серед дворян. А незабаром, 3 листопада, в канцелярії генерал-губернатора Н. Долгорукова звернувся харківський цивільний губернатор С. Н. Муханов з проханням надіслати йому естампи Т.Г. Шевченка.
Наприкінці листопада 1844 вийшов друком повністю весь альбом офортів під назвою «Живописна Україна». До автора продовжували надходити неофіційні та офіційні замовлення на це видання. Так, у листі від 13 грудня 1844 княжна Рєпніна просить вислати їй "на перший випадок хоча б 100 примірників «Живописної України»".
У 1845 Шевченко запланував продовжити видання і підготувати до друку другий випуск «Живописної України», але через брак грошей мав припинити цю справу. Перший випуск не приніс йому очікуваних коштів на запланований їм викуп з кріпацтва родичів Шевченка.

## Офорти
| - «Старости» - «Казка» - «Видубицький монастир» - «У Києві» - «Судна рада» - «Дари в Чигирині 1649 року» |